# Claudio Gentile
Claudio Gentile, född 27 september 1953 i Tripoli, Libyen, är en italiensk före detta professionell fotbollsspelare.
Hård och tuff försvarsspelare i Juventus och italienska landslaget under 1970- och 80-talet. Gentile var en markeringsspecialist som gjorde livet surt för många storspelare, vilket inte minst Diego Maradona fick erfara i VM 1982. Han kom till Juventus 1973 från Varese och tillhörde det svartvitrandiga försvaret i elva säsonger, innan han 1984 lämnade klubben för spel i Fiorentina. Det blev tre säsonger i Florens innan han avslutade karriären i Piacenza.

## Meriter
- Italiensk mästare 1975, 1977, 1978, 1981, 1982, 1984
- Italienska cupen 1979, 1983
- Cupvinnarcupen 1984
- UEFA-cupen 1977
- 71 landskamper/1 mål
  - VM 1978, 1982
  - VM-guld 1982
  - EM 1980